# 岩田商会
株式会社岩田商会（いわたしょうかい、IWATA SHOUKAI CO., LTD.）は、東京都江戸川区に本社をおくコンクリートポンプ車のメーカーである。

## 事業所
- 本社 - 東京都江戸川区中葛西7丁目10-5
- 北関東工場 - 栃木県佐野市石塚町3002

## 事業

### 業務内容
- コンクリートポンプ車の製造
- コンクリートポンプ車の販売
- コンクリートポンプ車の修理
- コンクリートポンプ車のUT検査、特定自主検査
- コンクリートポンプ車の中古車販売
- コンクリートポンプ車各種部品の販売

## 現行車種
- IC50B1-15L いすゞ 2.75t車ブーム 14M3段目油圧伸縮
- ICB55B-17L いすゞ 3.5t車ブーム 17M3段目油圧伸縮
- ICB50B-14L いすゞ 2.75t車ブーム 14M3段目油圧伸縮